# لنسيغ إيجنيت
لنسيغ إيجنيت (بالإنجليزية:  Lansing Ignite FC)‏ هو نادي كرة قدم أمريكي أسس سنة 2018 في لانسينغ في ميشيغان ويلعب هذا الفريق في بطولة الدوري الأمريكي الدرجة الأولى.